# Белодед, Александр Иванович
Александр Иванович Белодед (11 октября 1934 — 6 апреля 2012) — советский и украинский языковед. Доктор филологических наук (1977), профессор (1981).

## Биография
Александр Белодед родился 11 октября 1934 года в Харькове в семье академика АН УССР и АН СССР Ивана Белодеда.
В 1957 году окончил Киевский университет. С 1960 года работал в нём: с 1963 года — старший преподаватель, с 1987 года заведовал кафедрой украинского языка, с 1992 по 1997 год заведовал кафедрой истории украинского языка. Преподавал курс истории украинского литературного языка, спецкурсы и специальные семинары.
Белодеду принадлежат труды по теории и практике перевода, истории фонетики украинского языка, теории грамматики, истории отечественного языкознания. Автор сценариев научно-популярных фильмов о Пересопницком Евангелие, Петре Могиле и др. Соавтор «Англо-русского словаря по химии» (ч. 1—2, 1994), составитель «Терминологического пособия по химии» (1996).
Написал послесловие к книге Олеся Бузины «Вурдалак Тарас Шевченко», где сказано, что появление книги, направленной на развенчание культа Шевченко, знаменует собой определённый этап в сфере личной свободы, реализуемой в свободе мнения и свободе слова.
Александр Белодед умер 6 апреля 2012 года в Киеве.

## Труды
- Граматична концепція О. О. Потебні. К., 1977;
- Київ та історія лінгвославістики. К., 1981 (соавтор);
- Термінологічний посібник з хімії. К., 1996;
- Послання до єпископів християнської церкви Марка Антонія Господневича (Де-Домініса) // Пам’ятки братських шкіл на Україні. 1988